# Velká Bystřice zastávka
Velká Bystřice zastávka je železniční zastávka ve městě Velká Bystřice v okrese Olomouc. Leží v km 7,965 neelektrizované jednokolejné železniční trati Olomouc – Opava východ, konkrétně mezi stanicemi Velká Bystřice a Hlubočky-Mariánské Údolí.

## Historie
Trať procházející Velkou Bystřicí byla vystavěna v letech 1870–72 a otevřena v říjnu 1872. Samotná zastávka byla vybudována po druhé světové válce.
K zastávce patří přiléhající jednopatrová cihlová budova, která sloužila jako prodejna jízdenek a čekárna ještě v roce 2008. 11. listopadu 2008 však byla uzavřena. Jedním z hlavních důvodů byly majetkoprávní spory mezi městem a ČD. Opatření mělo být dočasné, ale k znovuotevření nedošlo. Budova následně nějakou dobu sloužila pouze jako čekárna, poté ale byla uzamčena a stala se terčem vandalů. Od roku 2011 v budově sídlí občerstvení. V podobné době prošlo nástupiště rekonstrukcí, došlo k úpravám terénu v okolí zastávky a byl vybudován nový přístřešek s lavičkami a jízdním řádem. Nový mobiliář byl pořízen za výtěžek provozu občerstvení.
V roce 2024 byl zastaralý přístřešek odstraněn a nahrazen. Správa železnic následně instalovala moderní „chytrou“ zastávku. Jednalo se o první zastávku tohoto typu v Olomouckém kraji. Zastávka je vybavena kamerovým dohledem, akustickým hlášením pro nevidomé, solárními panely a moderním osvětlením. Cestující si mohou přečíst informace o provozu na informačním panelu na bázi elektronického inkoustu.

## Popis zastávky
V zastávce je u traťové koleje zřízeno jednostranné vnější nástupiště o délce 170 m, nástupní hrana je ve výšce 250 mm nad temenem kolejnice. Vstup na nástupiště a do přístřešku pro cestující jsou bezbariérově přístupné, ale samotné nástupiště není v normové výšce. Cestující jsou o jízdách vlaků informování pomocí rozhlasu, který ovládá výpravčí ze stanice Velká Bystřice.
Zastávka je zařazena do Integrovaného dopravního systému Olomouckého kraje (zóna 75). Na místě není možné zakoupit jízdenku a k odbavení cestujících dochází ve vlaku.

## Poloha
Zastávka leží ve městě Velká Bystřice, asi 700 m severovýchodně od místního zámku a centra města. Bývalá výpravní budova stojí na adrese Loučná 739. U zastávky ve směru na Olomouc trať v km 7,893 kříží místní komunikace. Jedná se o železniční přejezd s označením P7527, který je vybaven světelným přejezdovým zabezpečovacím zařízením bez závor. U tohoto konce zastávky stojí také rozcestník turistických značek Velká Bystřice - žst.

## Provoz
V jízdním řádu pro rok 2025 ji obsluhují pravidelné osobní vlaky Českých drah (ČD) na lince M5 ve směru Olomouc hl. n. nebo Hrubá voda (a Moravský Beroun). Zastávkou pouze projíždějí rychlíky na lince R27, která v dvouhodinovém taktu spojuje Olomouc a Opavu (či Ostravu).

## Galerie

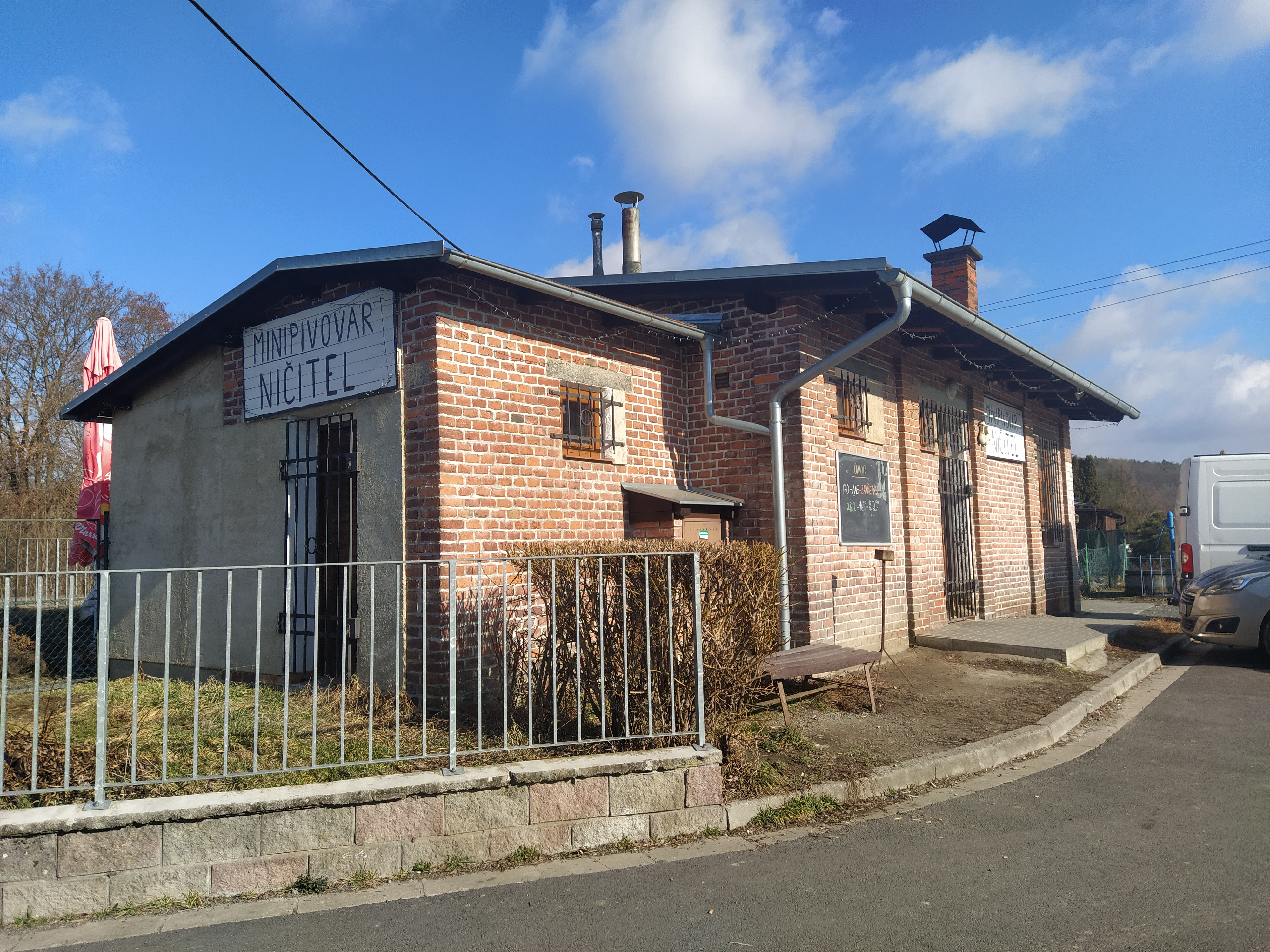
Původní výpravní budova
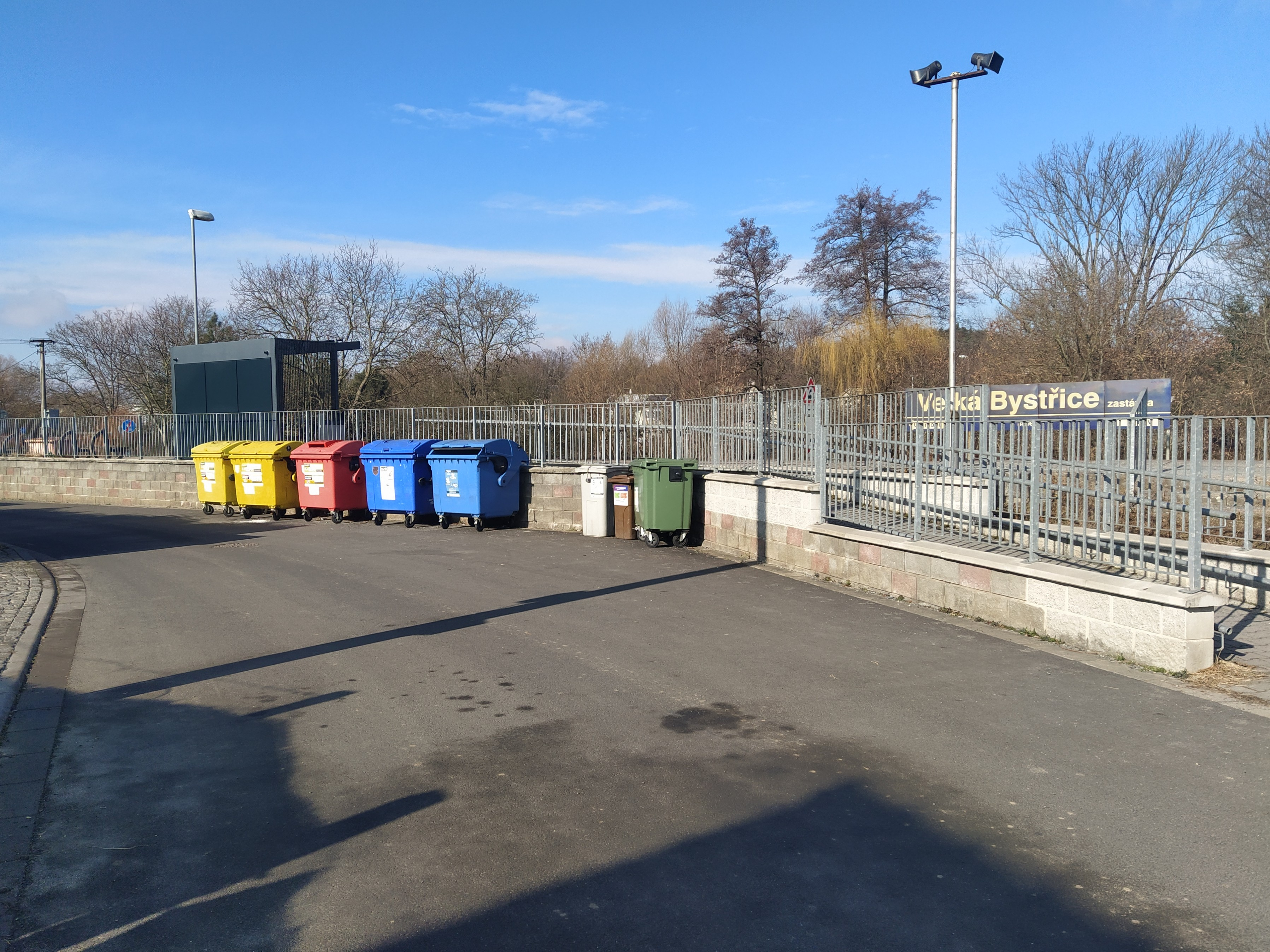
Pohled na zastávku z ulice Loučná
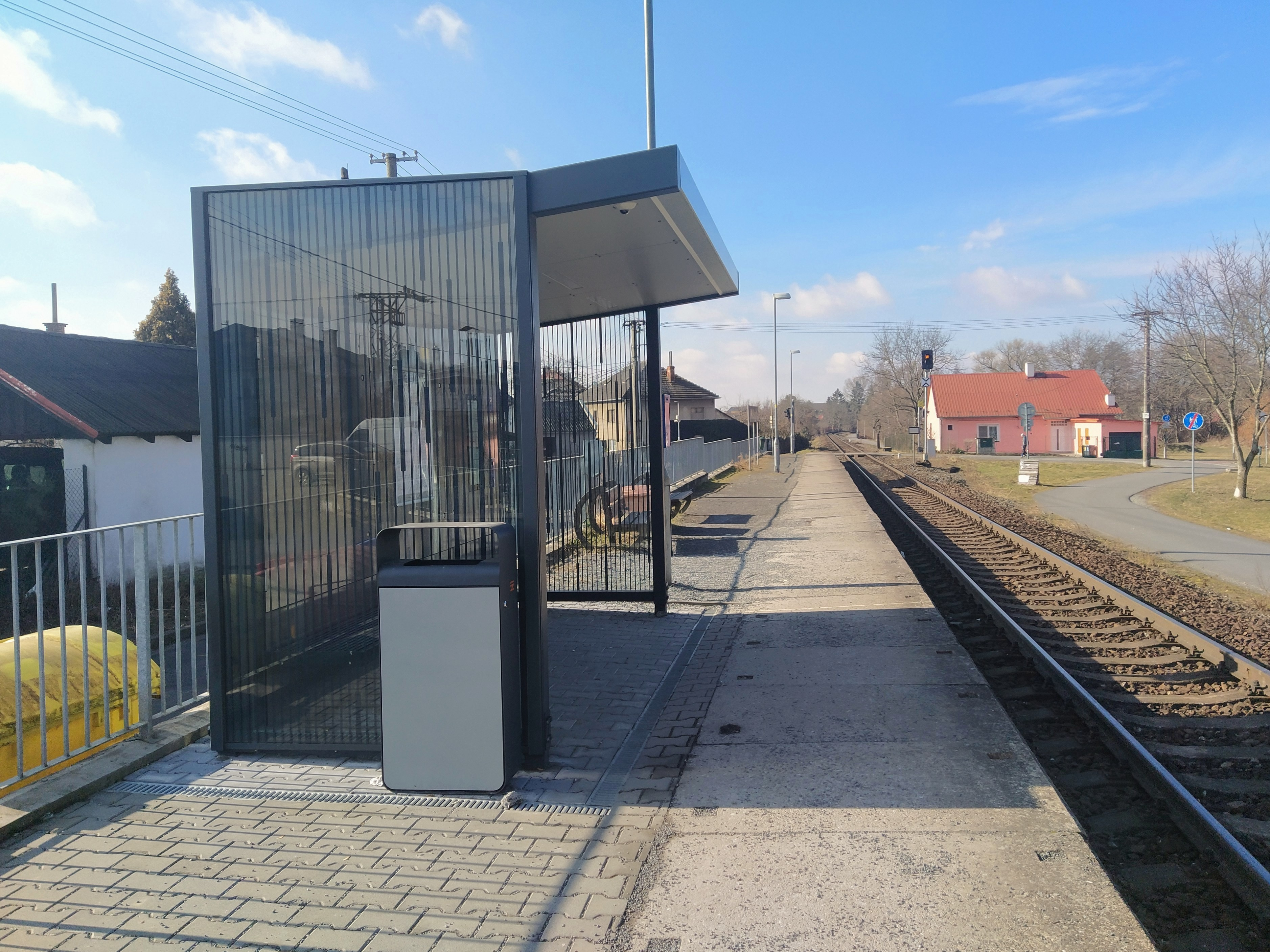
„Inteligentní“ přístřešek instalovaný v roce 2024
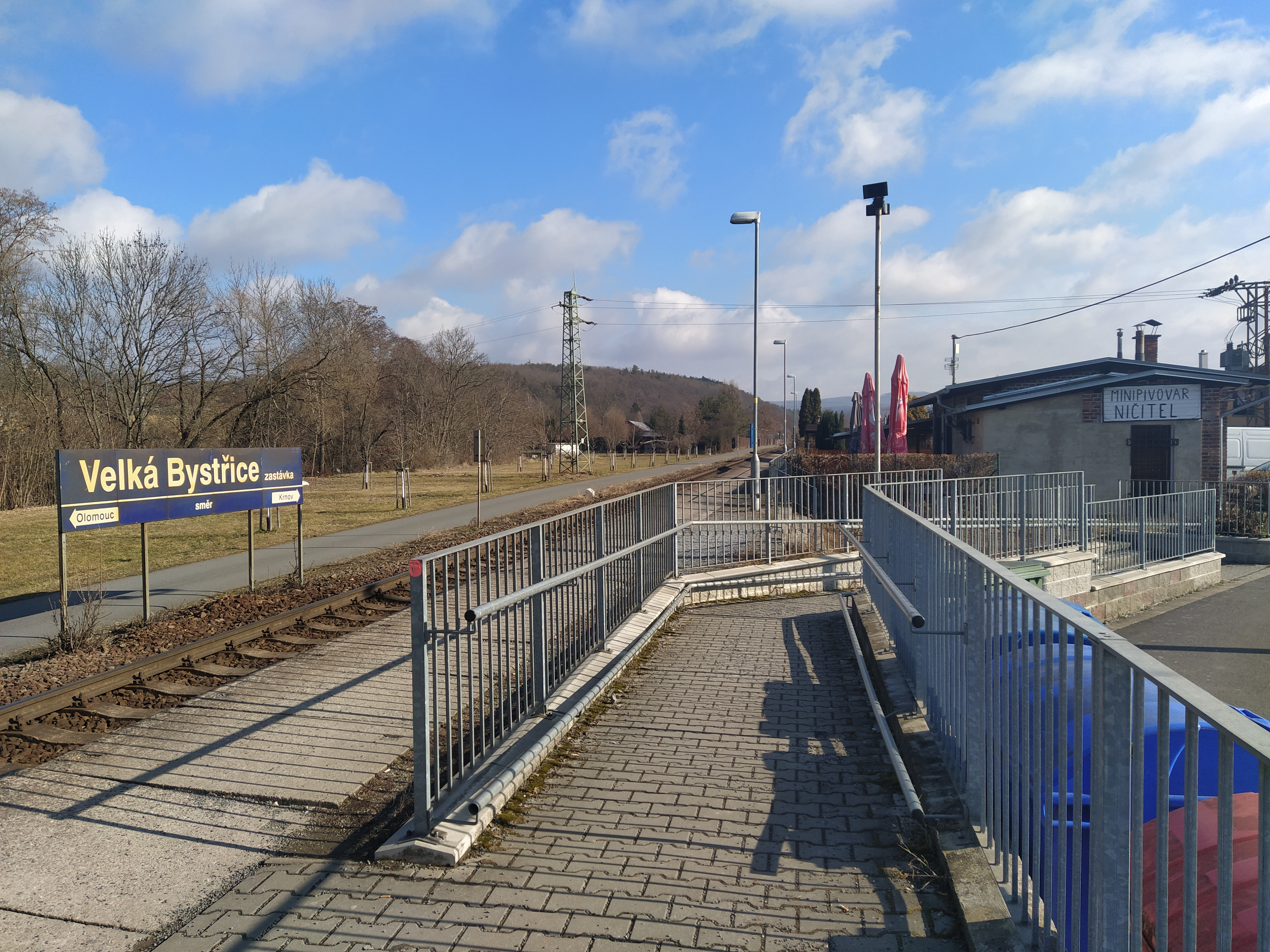
Bezbariérový přístup z východní strany zastávky
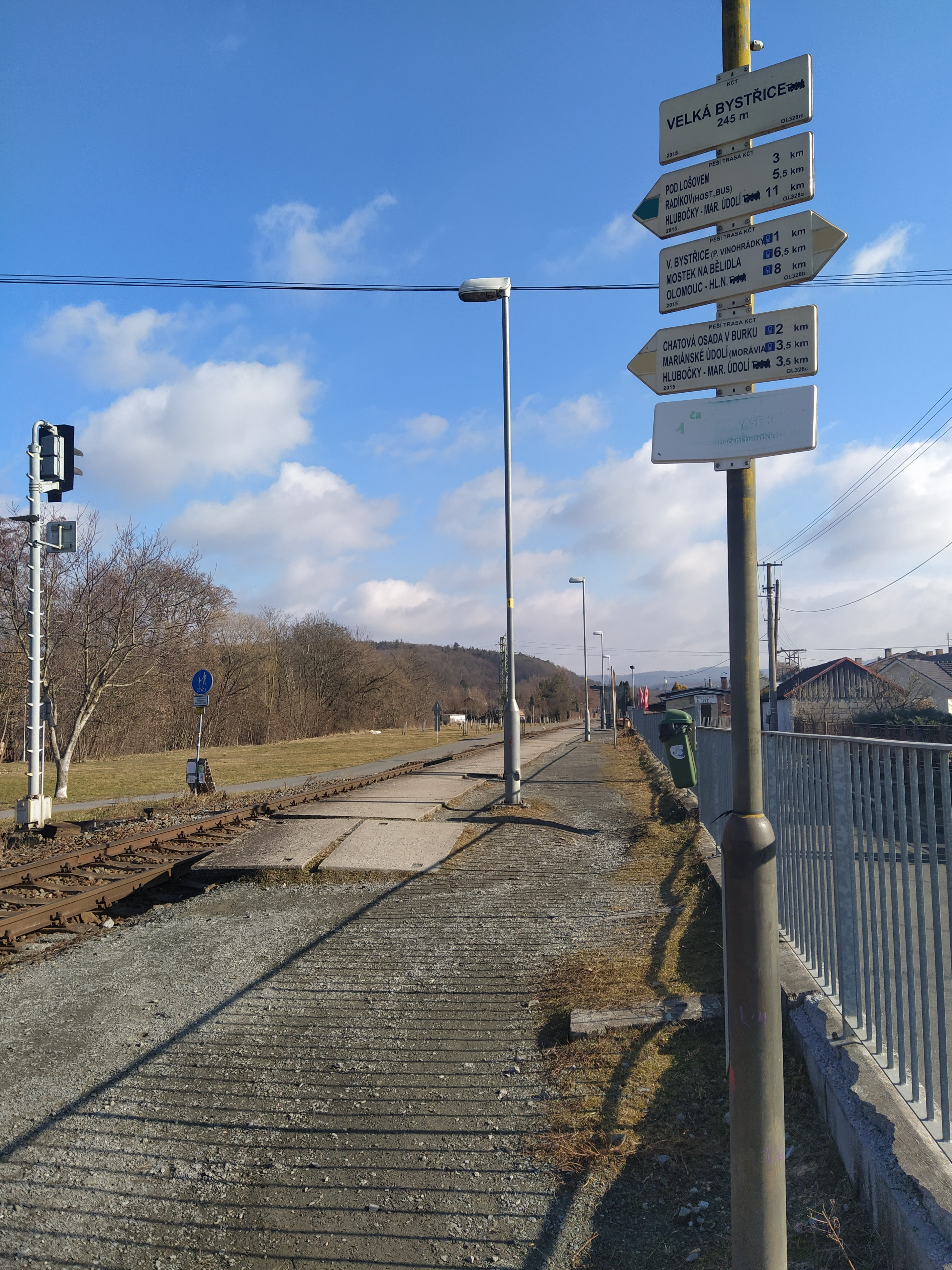
Turistický rozcestník Velká Bystřice žst.